# Abdul Amu
Abdul Amu (Abdul Karim Ohimai Amu; * 13. November 1933 in Lagos; † 9. Februar 2010 ebenda) war ein nigerianischer Sprinter.
1954 gewann er bei den British Empire and Commonwealth Games in Vancouver Silber mit der nigerianischen 4-mal-110-Yards-Stafette. Über 220 Yards erreichte er das Halbfinale, über 100 Yards schied er im Vorlauf aus.
Bei den Olympischen Spielen 1956 in Melbourne scheiterte er über 400 m und in der 4-mal-100-Meter-Staffel in der ersten Runde. Vier Jahre später erreichte er bei den Olympischen Spielen 1960 in Rom über 400 m und mit der nigerianischen 4-mal-100-Meter-Stafette das Halbfinale. Bei den Olympischen Spielen 1964 in Tokio war er im Vorlauf Teil der nigerianischen 4-mal-100-Meter-Stafette, die im Halbfinale ausschied.
Nach seiner aktiven Karriere war er langjähriger Vorsitzender des nigerianischen Leichtathletikverbandes.

## Persönliche Bestzeiten
- 100 m: 10,4 s, 1961
- 200 m: 20,7 s, 15. April 1961, Yaba
- 400 m: 46,74 s, 5. September 1960, Rom